# Krasny Krym (1928)
El crucero ligero Krasny Krym (en ruso: Красный Крым, lit. 'Crimea Roja') fue un crucero, el buque líder de la clase Svetlana de la Armada soviética. Puesto en grada en 1913 inicialmente con el nombre de Svetlana para la Armada Imperial Rusa, fue construido por el Astillero Ruso-Báltico en Tallin (Estonia) y botado en 1915. Su casco fue evacuado a Petrogrado cuando los alemanes se acercaron al puerto a fines de 1917 y las obras quedaron incompletas durante la Revolución Rusa. Fue finalmente completado por los soviéticos en 1926.
Durante la Segunda Guerra Mundial apoyó a las tropas soviéticas durante el sitio de Odesa, el sitio de Sebastopol y la batalla de la península de Kerch en el invierno de 1941-1942. El crucero Krasny Krym recibió el título de Guardias el 18 de junio de 1942. El barco fue reclasificado como buque escuela en noviembre de 1954 antes de ser desguazado en julio de 1959.

## Historial de combate
Cuando el acorazado Svetlana fue remolcado desde Tallin a San Petersburgo en noviembre de 1917 estaba completo en un 90 % y los soviéticos esperaban completarlo en 1919, pero quedó incompleto debido principalmente a las interrupciones provocadas por la Guerra civil rusa. No fue hasta noviembre de 1924, que se reanudó el trabajo en el buque y fue rebautizado como Profintern (en ruso: Профинтерн) el 5 de febrero de 1925. Se completó en octubre de 1926, pero tuvo que volver al astillero para remediar numerosos problemas y no se entregó a la Marina hasta el 1 de julio de 1928.

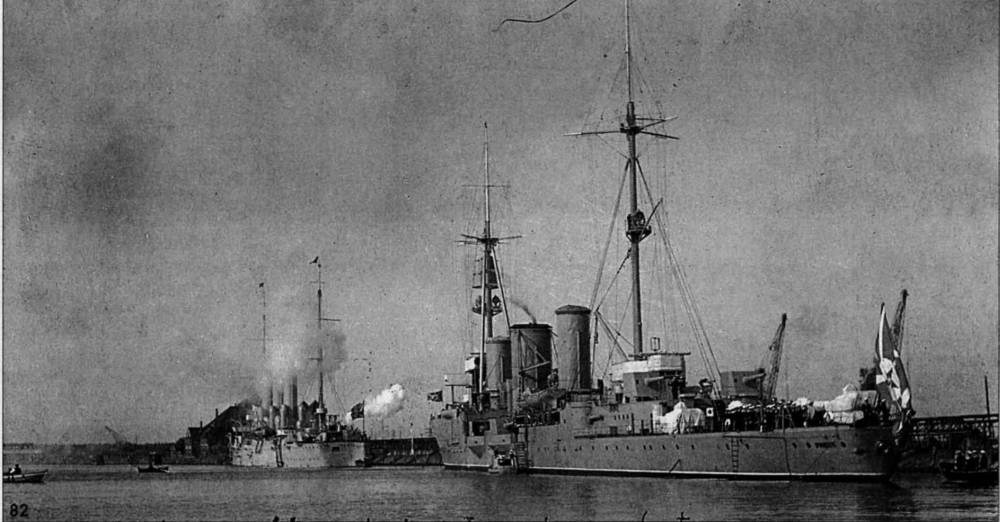
Los cruceros soviéticos Aurora y Profintern en Swinemünde, 1929.

El crucero Profintern se completó casi con su diseño original, pero se realizaron algunas modificaciones para poder utilizar aviones, agregando grúas a cada lado del embudo central, además se construyó un área de estacionamiento para ellos entre los embudos central y trasero, aunque no se instalaron catapultas. Sus tubos lanzatorpedos internos originales fueron reemplazados por dos tubos lanzatorpedos triples de 450 mm montados en la cubierta detrás del embudo trasero. Y sus cuatro cañones antiaéreos de calibre 38 y de 64 mm originales fueron reemplazados por nueve cañones antiaéreos M1914/15 de calibre 30 y de 76 mm.
Inicialmente fue asignadó a la Flota del Báltico, pero en 1929, fue transferido a la Flota del Mar Negro, llegando el 18 de enero de 1930, junto con el acorazado Parizhskaya Kommuna. Fue revisado extensamente a fines de la década de 1930, cuando se quitó el equipo de su avión y se le equipó con un nuevo equipo de control de incendios. El barco recibió tres cañones antiaéreos gemelos Škoda 10 cm K10 italianos de 100 mm y calibre 47, uno de estos cañones se colocó en el castillo de proa, junto a un cañón naval 130 mm/55 B7 Pattern 1913 y los otros dos a cada lado del alcázar. Así mismo se instalaron siete ametralladoras AA DShK de 12,7 mm y cuatro soportes individuales para el cañón AA 21-K semiautomático de 45 mm. En algún momento posterior se cambió sus cañones AA 21-K por diez monturas individuales por la versión naval del cañón automático de defensa aérea de 37 mm M1939 (61-K). El 31 de octubre de 1939, el crucero Profintern pasó a llamarse Krasny Krym.

### Segunda Guerra Mundial

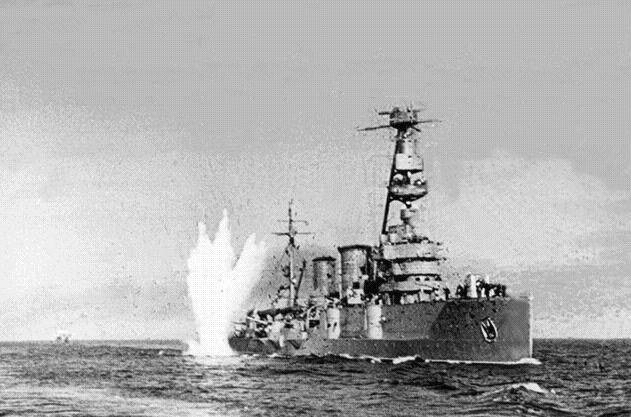
El Krasny Krym en combate en el Mar Negro.

Al iniciarse la Segunda Guerra Mundial, el Krasny Krym brindó apoyo de fuego naval a las fuerzas soviéticas que defendían Odesa y escoltó convoyes que transportaban a la 157.º División de Fusileros a Odesa durante el mes de septiembre de 1941. También transportó dos batallones del 3.er Regimiento de  Infantería de Marina desde Sebastopol en un exitoso asalto anfibio detrás de las líneas rumanas para destruir las baterías costeras rumanas cerca de Fontanka y Dofinovka. Escoltó convoyes del 3 al 6 de octubre que evacuaron a la 157.º División de Fusileros de Odesa a Sebastopol. Durante el  asedio de Sebastopol, el barco proporcionó apoyo de fuego naval con sus baterías principales y evacuó a las tropas de corte de otras partes de Crimea a Sebastopol y trajo refuerzos de los puertos del Cáucaso. Ayudó a transportar la 388.ª División de Fusileros desde Novorossisk y Tuapse a Sebastopol entre el 7 y el 13 de diciembre y la 354.ª División de Fusileros entre el 21 y el 22 de diciembre, bombardeando las posiciones alemanas en el ínterin.
El 29 de diciembre de 1941, durante la Operación Kerch-Teodosia, el Krasny Kavkaz navegó hasta el puerto de Feodosia y desembarcó refuerzos y proporcionó fuego de apoyo naval a las tropas soviéticas que ya estaban en tierra. Fue alcanzado once veces por la artillería del Eje y por varios disparos de mortero lanzados en represalia. Entre el 15 y el 21 de enero de 1942, desembarcó la mayor parte del 266.º Regimiento de Montaña en Sudak y los reforzó con 1576 tropas del 544.º Regimiento de Fusileros entre el 23 y el 26 de enero. Durante los meses siguientes, el Krasny Krym trajo refuerzos para la guarnición de Sebastopol y evacuó a los heridos, a veces bombardeando posiciones alemanas en el camino, su última misión de este tipo fue el 3 de junio de 1942, después de que los alemanes ya hubieran lanzado el ataque que obligaría a la ciudad a rendirse en julio. Recibió el título de Guardias el 18 de junio en reconocimiento a su destacada actuación durante las operaciones en Crimea.

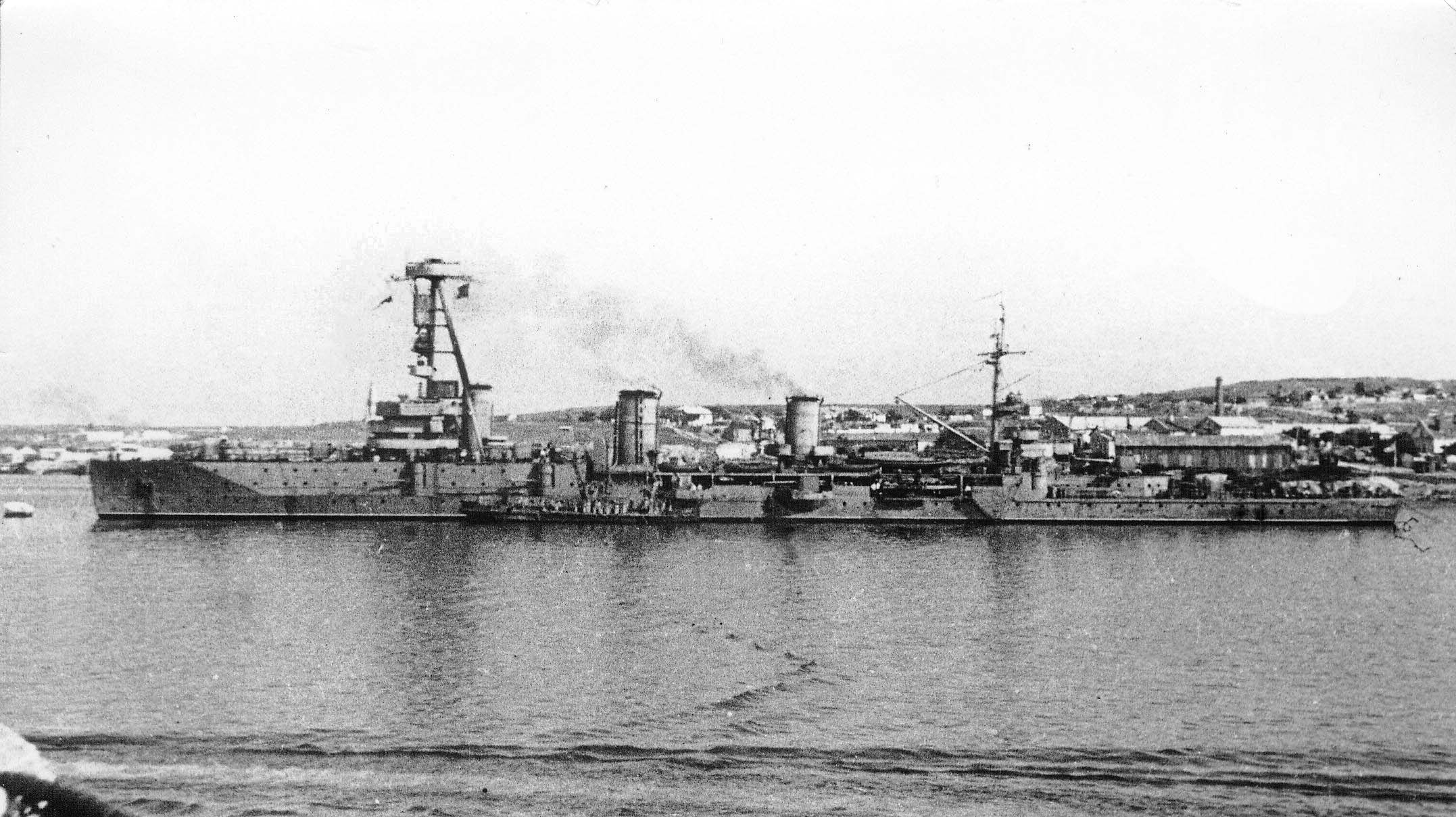
El crucero ligero soviético Krasny Krym en Sebastopol, en la década de 1940.

Entre el 9 y el 12 de agosto, el Krasny Krymy y el destructor Nezamozhnik evacuaron a 2000 hombres de Novorosíisk a Batumi, un regimiento de la 32.° división de Fusileros de la Guardia el 12-13 de agosto y otros 1850 hombres y 60 toneladas de suministros el 16-17 de agosto de 1942. Entre el 8 y el 11 de septiembre el Krasny Krym y varios destructores transportaron al 137.º y 145.º Regimientos de Fusileros junto con la 3.ª Brigada de Fusileros Navales desde Poti a Tuapse y Gelendzhik.

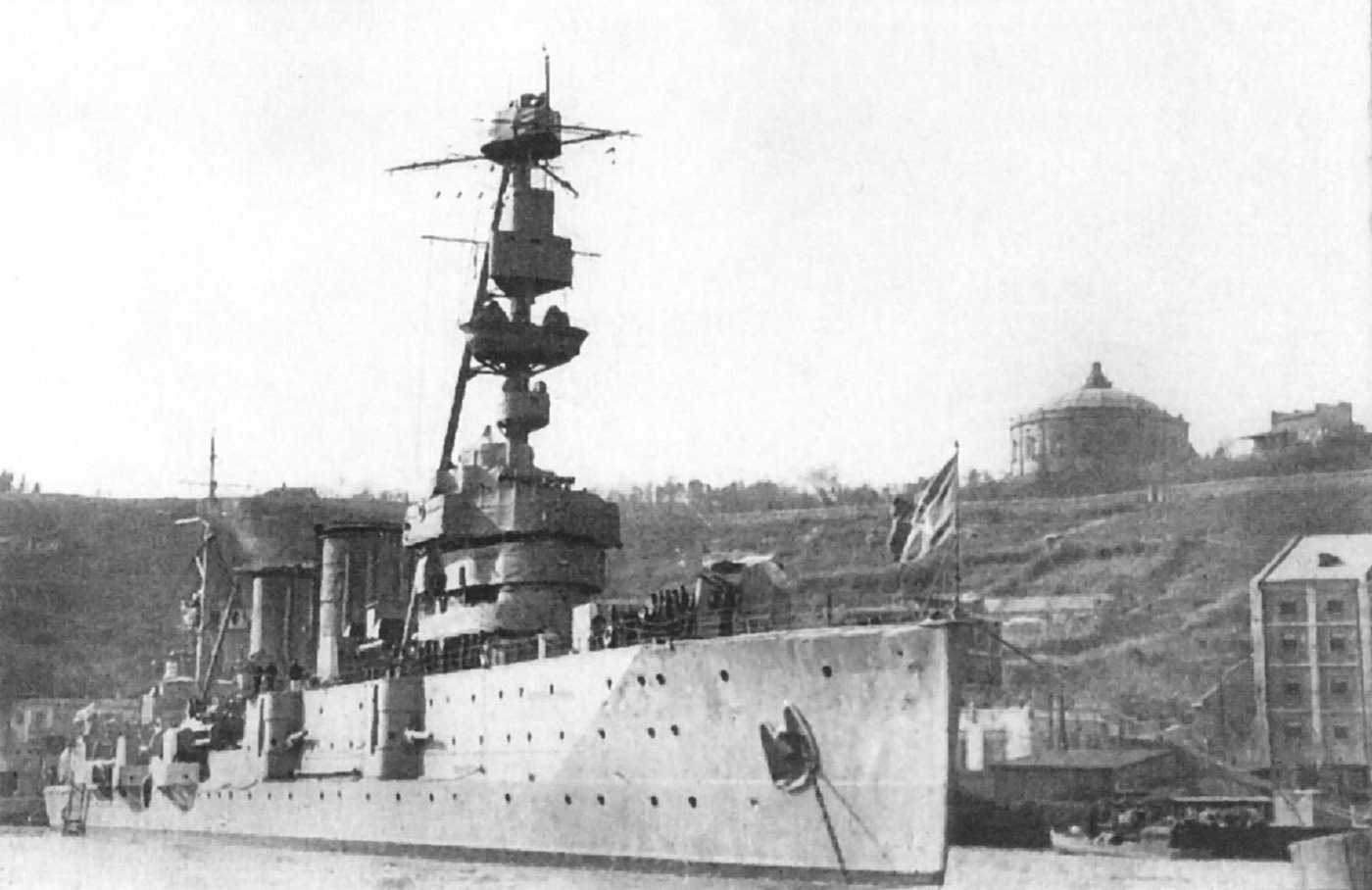
El crucero Krasny Krym en Sebastopol en 1944.

Entre el 20 y el 23 de octubre, el Krasny Kavkaz y su buque gemelo el Krasny Krym y otros tres destructores transportaron a 12.600 hombres de la 8.ª, 9.ª y 10.ª Brigadas de Fusileros de la Guardia de Poti a Tuapsé para reforzar las defensas del puerto. Del 1 al 10 de diciembre de 1942, el Krasny Krym, dos destructores y varios dragaminas transportaron la 9.ª División de Fusileros de Montaña desde Batumi a Tuapsé. En la noche del 4 de febrero de 1943, los soviéticos realizaron una serie de desembarcos anfibios al oeste de Novorosíisk, detrás de las líneas alemanas (véase Operación Kerch-Eltigen). Los cruceros Krasny Krym, Krasny Kavkaz y tres destructores proporcionaron fuego de apoyo naval para el desembarco principal, pero las tropas soviéticas fueron aniquiladas el 6 de febrero, aunque un desembarco secundario tuvo éxito.
El crucero Krasny Krym fue retirado de las operaciones activas el 6 de octubre de 1943, cuando los destructores Járkov, Besposhchadny y Sposobny bombardearon las ciudades de Yalta, Alushta y Feodosia en Crimea, posteriormente, durante su viaje de regreso, fueron atacados por bombarderos en picado Junkers Ju-87 Stukas y hundidos, con grave pérdida de vidas. Este incidente llevó a Stalin a emitir una orden prohibiendo el uso de buques del tamaño de un destructor o más grandes sin su permiso expreso, permiso que no fue otorgado durante el resto de la guerra.

### Posguerra
Poco se sabe sobre sus actividades después del final de la guerra, aparte de que fue redesignado como buque escuela en 1954. El 7 de mayo de 1957 fue redesignado como Buque Experimental OS-20  y luego reclasificado el 18 de marzo de 1959 como Cuartel Flotante PKZ-144 antes de ser desguazado en julio de 1959.